# Thermus
Genre
Thermus est un genre de bacilles Gram négatifs de la famille des Thermaceae dont il est le genre type. C'est aussi le genre type de l'ordre des Thermales. Son espèce type Thermus aquaticus présente un intérêt biotechnologique en tant que source naturelle d'enzymes thermostables, au premier rang desquelles la Taq polymérase employée comme réactif dans les PCR.

## Description
La découverte de l'espèce Thermus aquaticus en 1969 a permis de décrire le genre Thermus composé de bactéries thermophiles dans le parc du Yellowstone. Rapidement des bactéries du même genre ont été découvertes aussi au Japon.

## Taxonomie
Le nom correct complet (avec auteur) de ce taxon est Thermus Brock & Freeze 1969.
L'espèce type est : Thermus aquaticus Brock & Freeze 1969.

### Étymologie
L'étymologie du nom de ce genre Thermus est la suivante : Gr. masc. adj. thermos, chaud; N.L. masc. n. Thermus, ce qui indique un organisme capable de vivre dans des endroits chauds.

## Liste des espèces
Selon LPSN (2 mars 2025) :
- Thermus albus Li et al. 2023
- Thermus altitudinis Li et al. 2023
- Thermus amyloliquefaciens Yu et al. 2015
- Thermus antranikianii Chung et al. 2000
- Thermus aquaticus Brock & Freeze 1969 – espèce type
- Thermus arciformis Zhang et al. 2010
- Thermus brevis Hu et al. 2022
- Thermus brockianus Williams et al. 1995
- Thermus caldifontis Khan et al. 2017
- Thermus caldilimi Li et al. 2021
- Thermus caliditerrae Ming et al. 2014
- Thermus composti Vajna et al. 2012
- Thermus filiformis Hudson et al. 1987
- Thermus hydrothermalis Li et al. 2023
- Thermus igniterrae Chung et al. 2000
- Thermus islandicus Bjornsdottir et al. 2009
- Thermus neutrinimicus Li et al. 2023
- Thermus oshimai Williams et al. 1996
- Thermus scotoductus Kristjansson et al. 1994
- Thermus sediminis Zhou et al. 2021
- Thermus tengchongensis Yu et al. 2013
- Thermus tenuipuniceus Zhou et al. 2019
- Thermus thalpophilus Li et al. 2023
- Thermus thermamylovorans Ming et al. 2020
- Thermus thermophilus (ex Oshima & Imahori 1974) Manaia et al. 1995